# Neumichtis indocilis
Neumichtis indocilis är en fjärilsart som beskrevs av Walker 1857. Neumichtis indocilis ingår i släktet Neumichtis och familjen nattflyn. Inga underarter finns listade i Catalogue of Life.